# Coenosmilia inordinata
Coenosmilia inordinata är en korallart som beskrevs av Stephen D. Cairns 1984. Coenosmilia inordinata ingår i släktet Coenosmilia och familjen Caryophylliidae. Inga underarter finns listade i Catalogue of Life.